# Amour dans les dunes
Pour plus de détails, voir Fiche technique et Distribution.
Amour dans les dunes (Έρωτας στους αμμόλοφους (Érotas stous ammolophous)) est un film grec réalisé par Kóstas Manoussákis et sorti en 1958.
Le film réunit l'idole masculine des jeunes filles de l'époque Andreas Barkoulis et celle qui allait devenir la vedette féminine grecque Alíki Vouyoukláki. La scène de relations sexuelles dans les dunes, bien que fortement suggérée, montre cependant jusqu'au haut des cuisses de l'actrice principale puis fait un gros plan sur ses yeux extasiés. Elle choqua le public par son réalisme. Vouyoukláki choisit ensuite des films moins « risqués ». Au-delà de ce petit scandale, Manoussákis s'interroge sur la désintégration des relations familiales.

## Synopsis
Une jeune fille (Alíki Vouyoukláki), fascinée par un épouvantail, se promène sur une plage abandonnée. Elle découvre un naufragé, en fait un évadé en fuite, (Andreas Barkoulis). Quand il lui parle, il comprend très vite que la jeune femme n'est pas tout à fait normale. Malgré tout, il la suit jusque chez elle. Le père (Giannis Argyris), un pauvre paysan, comprend très vite que le jeune homme est en fuite, mais il ne dit rien car il a besoin d'aide dans ses champs. Les jeunes gens finissent par tomber amoureux. Ils font l'amour dans les dunes. L'amour rend sa raison à la jeune femme, mais le père n'accepte pas la relation. Après une dispute avec sa fille, il dénonce le fuyard aux autorités. Les policiers venus arrêter l'évadé le tue et emporte son corps. La jeune fille rendue folle court dans les dunes se jeter dans les bras de son épouvantail.

## Fiche technique
- Titre : Amour dans les dunes
- Titre original : Έρωτας στους αμμόλοφους (Érotas stous ammolophous)
- Réalisation : Kóstas Manoussákis
- Scénario : Kóstas Manoussákis et Stathis Kyrithis d'après le roman de Giorgos Marmaridis (el) Dans les roseaux
- Direction artistique :
- Décors :
- Costumes :
- Photographie : Nikos Gardelis
- Son :
- Montage : Gerasimos Papadatos
- Musique :
- Production :  Kóstas Manoussákis
- Pays d'origine :  Grèce
- Langue : grec
- Format :  Noir et blanc
- Genre : Mélodrame
- Durée : 70 minutes
- Dates de sortie : 1958

## Distribution
- Alíki Vouyoukláki
- Andreas Barkoulis (el)
- Giannis Argyris